# Enchentes em Santa Catarina em 2011
Enchentes atingiram o estado de Santa Catarina, localizado no Sul do Brasil, em janeiro de 2011. Cerca de 83 municípios decretaram situação de emergência por causa das fortes chuvas. A Defesa Civil registrou 6 mortes e quase 1 milhão de pessoas atingidas.

## Consequências
Após as chuvas que atingiram o estado em janeiro de 2011, mais de 26 mil pessoas tiveram que deixar suas casas, onde 24.124 pessoas ficaram desalojadas e outras 1.926 desabrigadas. Ao todo, cerca de 930 mil pessoas foram afetadas. A Defesa Civil contabilizou 6 mortes e 172 feridos. Cerca de 83 cidades decretaram situação de emergência por causa das fortes chuvas. 
Uma notificação alertou em relação a Barragem de Taió, com a abertura de todas as comportas. O reservatório ficou no limite máximo, sendo que as Defesas Civis de Taió, de Rio do Sul e de Rio do Oeste mantiveram firme a vigilância decorrente ao alto índice de chuvas, que resultou em alagamentos nos municípios citados, consequente do aumento do nível do rio, por causa da abertura das comportas.
A Defesa Civil registrou também alagamentos e deslizamento de terra em Brusque, no Vale do Itajaí. Nessa região algumas cidades sofreram diversos problemas devido ao aumento constante das chuvas.
70 municípios decretaram situação de emergência, sendo: Antônio Carlos, Anitápolis, Alfredo Wagner, Águas Mornas, Anita Garibaldi, Armazém, Araquari, Araranguá, Balneário Arroio do Silva, Balneário Barra do Sul, Balneário Gaivota, Biguaçu, Barra Velha, Bom Jardim da Serra, Braço do Norte, Braço do Trombudo, Bombinhas, Camboriú, Cocal do Sul, Corupá, Criciúma, Dona Emma, Ermo, Forquilhinha, Gaspar, Grão-Pará, Gravatal, Guaramirim, Governador Celso Ramos, Içara, Ilhota, Imaruí, Itapoá, Itaiópolis, Jaguaruna, Jaraguá do Sul, Joinville, Jacinto Machado, Lauro Müller, Maracajá, Massaranduba, Meleiro, Major Gercino, Morro da Fumaça, Morro Grande, Nova Veneza, Palhoça, Passo de Torres, Pedras Grandes, Porto Belo, Rio do Campo, São Pedro de Alcântara, Santa Rosa do Sul, Santo Amaro da Imperatriz, São Bento do Sul, São Francisco do Sul, São João do Sul, São Martinho, Siderópolis, Sombrio, São José, São José do Cerrito, Turvo, Timbé do Sul, Treviso, Tubarão e Urussanga.
As cidades que declararam situação de calamidade pública foram: Aurora, Agronômica, Brusque, Ituporanga, Laurentino, Lontras, Presidente Getúlio, Rio do Sul, Rio do Oeste, Taió e Trombudo Central.

### Prejuízos
Os municípios trabalharam em conjunto com a Defesa Civil para atender a população atingida. Donativos foram arrecadados e distribuídos em Criciúma. De acordo com os levantamentos preliminares, as chuvas causaram um prejuízo estimado em 413 milhões de reais. A presidente Dilma Rousseff anunciou a liberação de 40 milhões de reais para ajudar na reconstrução das cidades afetadas pela chuva em Santa Catarina. O governo estadual destinou, pelo menos, 14 milhões de reais para a Defesa Civil de Santa Catarina.